# Újfehértó
Újfehértó (en yidis: Ratzfert), también conocida como Micske localmente, es una ciudad del condado de Szabolcs-Szatmár-Bereg en el este del país de Hungría, en al región de Észak-alföldi, entre Debrecen y aproximadamente a 16 kilómetros al sur de Nyíregyháza.
La ciudad de Újfehértó es considerada rica en patrimonio arqueológico, ya que data con más de 5.000 años de historia descubierta dentro de las 14.000 hectáreas del distrito.
En 2013, su superficie era de 14.088 hectáreas (140,88 km²) y su población de 12.979 habitantes.

## Historia
Las fuentes escritas mencionan por primera vez al pueblo llamado Uj Fejertho en 1608, cuya población se formó a finales de los siglos XVI y XVII conformada por los habitantes que huyeron de los asentamientos anteriores a la era Árpád y que habían sido víctimas de las destrucciones del Imperio otomano.
A principios del siglo XVIII, los judíos se establecieron en el asentamiento, en el que la mayoría de su población se dedicó al comercio con productos agrícolas. En 1870 se fundó la primera escuela judía del lugar.
Durante el año 1877, su población era de 6.997 habitantes, compuesta por húngaros, rusinos y judíos, de la que 2.480 pertenecían a la religión de la iglesia reformada, 2.040 a la ortodoxa griega, 1.695 a la católica romana, 673 a la judía y 109 eran agnósticos.
Bajo el nombre de Újfehértó formó parte del condado de Szabolcs, en el Reino de Hungría hasta un año antes de la disolución del reino, en el que se la conocía bajo el nombre de Új-Fehértó, hasta el año 1918.
En 1920, la población judía alcanzó la cantidad de 1.303 habitantes, correspondiente al 11% de la población total de la ciudad.
Durante la Segunda Guerra Mundial, el 17 de mayo de 1944, las 400 familias judías que vivían en Újfehértó fueron deportadas al campo de concentración Auschwitz a través del distrito Nyirjes y el pueblo Sima.
En 1993, el consejo de representantes de la ciudad aprobó la realización de un compendio histórico con el objetivo de investigar, recopilar y preservar el material cultural e intelectual del pasado de Újfehértó, dando como resultado la apertura del museo de la ciudad en el año 1995.